# 井染四郎
井染 四郎（いぞめ しろう、1907年3月8日 - 1943年6月23日）は、日本の俳優である。本名は齋藤 四郎（さいとう しろう）。伊染 四郎と表記に揺れがある。日活太秦撮影所、日活多摩川撮影所などで活躍した二枚目俳優の一人である。

## 来歴・人物
1907年（明治40年）3月8日、東京府東京市日本橋区久松町（現在の東京都中央区日本橋久松町）に生まれる。
旧制獨逸学協会中学校（現在の獨協高等学校）を経て法政大学文科に進学するが、中退。大学在学中、築地小劇場のエキストラに応募するも落選してしまい、結局は自動車会社に勤務する、とされている。1934年（昭和9年）に発行された『日本映画俳優名鑑 昭和九年版』（映画世界社）等によれば、築地小劇場に加入して初舞台を踏むが、僅か1年余りで退いてしまい、自動車会社を3ヶ月勤務した後、失業生活を半年ほど過ごしたという旨が記されている。
1929年（昭和4年）11月1日、築地小劇場に所属していた三島雅夫（1906年 - 1973年）の紹介状を得て、女優夏川静江（1909年 - 1999年）に師事し、夏川が所属する日活太秦撮影所に入社。同期には大日方伝、小杉勇がいた。1931年（昭和6年）2月17日（一説に2月25日）に公開された内田吐夢監督映画『ジャン・バルジャン』で映画デビュー。以後、現代劇を中心に多数の作品に出演し、同年10月23日に公開された田坂具隆監督映画『心の日月 烈日篇 月光篇』では早くも入江たか子（1911年 - 1995年）の相手役を務めた。後に日活多摩川撮影所に移り、ここでも多数の作品に出演するが、あまり大成しなかった。『日本映画俳優名鑑 昭和九年版』によれば、京都府京都市右京区嵯峨野開町8番に住み、身長は5尺6寸5分（約171.2センチメートル）、体重は15貫800匁（約59.3キログラム）、趣味は読書であり、ビールと洋酒が嗜好であるという。また、杉狂児、中田弘二らと特に親交があった。
1942年（昭和17年）1月27日、統合により大映に改称された後も引き続き在籍する。映画では1943年（昭和18年）5月27日に公開された伊賀山正徳監督『海ゆかば』、舞台では同年5月末の帝国劇場でのかもしか座公演が記録に残る最後の出演作品である。以後の消息は不明、もしくは間も無く病没とされていたが、『映画旬報』1943年（昭和18年）7月11日号および『讀賣報知』同年6月27日付にて、6月23日午後9時に炎症性腸疾患、急性腹膜炎の併発症のため、静養先の福島県石城郡小名浜町（現在の同県いわき市小名浜）の小名浜温泉で急逝したと報じられている。満36歳没（数え年37歳）。告別式は同年6月27日に東京府東京市世田谷区赤堤町（現在の東京都同区赤堤）の自宅で行われた。

## 出演作品

### 日活太秦撮影所
全て製作は「日活太秦撮影所」、配給は「日活」、特筆以外は全てサイレント映画である。
- 『ジャン・バルジャン』（『ジャンバルジャン』[1][2][5]）：監督内田吐夢、1931年2月17日（同年2月25日説もあり）公開 - 島田進 ※デビュー作[1][2][3][4][5][6]
- 『日本嬢』（『ミス・ニッポン』『ミスニッポン』）：監督内田吐夢、1931年4月23日公開 - 雄吉
- 『レヴューの踊子』：監督木藤茂、1931年6月5日公開 - 役名不明[5]
- 『心の日月 烈日篇・月光篇』：監督田坂具隆、1931年10月30日公開 - 磯村晃
- 『血染の鉄筆』：監督三枝源次郎、1932年4月1日公開 - 松本記者
- 『上海爆撃戦 征空大襲撃』（『征空大襲撃』[5]）：監督伊奈精一、1932年6月10日公開 - 生田大尉 ※トーキー
- 『勝つて帰れよ』（『勝って帰れよ』）：監督木藤茂、1932年8月11日公開 - 倉本浩（主演） ※サウンド版
- 『朝凪の海は歌ふ』：監督吉村廉、1932年8月18日公開 - 高村
- 『天晴れ三段跳』：監督木藤茂、1932年10月13日公開 - 織畑選手
- 『小市民』：監督倉田文人、1932年12月15日公開 - 靖夫（主演）
- 『受難華』：監督山本嘉次郎、1932年12月15日公開 - 藤木
- 『輝く門出』：監督三枝源次郎、1933年3月1日公開 - 貞一（主演）
- 『未来花』：監督牛原虚彦、1933年5月4日公開 - 学生ラガー
- 『燃ゆる花片』：監督マキノ正博、1933年5月11日公開 - 役名不明
- 『祇園しぐれ』：監督犬塚稔、1933年6月15日公開 - 村山新策（主演）
- 『若き日のなやみ』：監督大谷俊夫、1933年7月27日公開 - 学生島村一郎
- 『大学の歌』：監督牛原虚彦、1933年9月14日公開 - 桜井 ※トーキー
- 『黄昏の恋路』：監督畑本秋一、1933年9月21日公開 - 課長の息子俊一
- 『東京祭』：監督牛原虚彦、1933年9月29日公開 - 学生柏田要 ※トーキー
- 『金色夜叉』：監督青山三郎、1933年12月8日公開 - 鰐淵直道 ※トーキー

### 日活多摩川撮影所
特筆以外、全て製作は「日活多摩川撮影所」、配給は「日活」、特筆以外は全てトーキーである。
- 『銃後に咲く』：監督田口哲、1934年3月1日公開 - 次郎（主演） ※サイレント映画
- 『北満の志士』：監督田口哲、1934年4月19日公開 - 若林青年
- 『夢に見る母』：監督青山三郎、1934年6月21日公開 - 城木 ※サイレント映画
- 『前線部隊』：監督渡辺邦男、1934年8月1日公開 - 角田一等兵 ※サウンド版
- 『抱かれた恋人』：監督田口哲、1934年8月21日公開 - 佐伯敏夫 ※サイレント映画
- 『愛は輝く』：監督千葉泰樹、1934年9月29日公開 - 役名不明
- 『美しき吉岡先生』（『美しの吉岡先生』）：監督大谷俊夫・伊賀山正徳、1934年10月4日公開 - 画家木下 ※サイレント映画
- 『芸者三代記 大正篇』：監督田口哲、1934年11月1日公開 - 細井（主演） ※サイレント映画
- 『女一代』：監督渡辺邦男、1934年11月15日公開 - 良一 ※サウンド版
- 『わたしがお嫁に行ったなら 軍人の巻』：監督熊谷久虎・大谷俊夫・春原政久、1935年1月5日公開 - 軍人
- 『乃木将軍』：監督池田富保、1935年1月31日公開 - 乃木少尉
- 『赤ちゃんと大学生』：監督千葉泰樹、1935年3月21日公開 - 志村（主演） ※サイレント映画
- 『青春音頭』：監督熊谷久虎、1935年4月3日公開 - 野球選手坂田
- 『恋愛人名簿』：監督大谷俊夫、1935年5月1日公開 - 笠森鵜平（主演） ※サウンド版
- 『海国大日本』：監督阿部豊、共同製作協同映画社・太秦発声映画・J.O.スタヂオ・日本ビクター、1935年5月27日公開 - 役名不明
- 『男のまごころ』（『男のまごゝろ』『男のなみだ』）：監督渡辺邦男、1935年8月22日公開 - 多田義雄（多田美雄）
- 『望郷の唄』：監督大谷俊夫、1935年9月19日公開 - 浜吉（主演） ※サウンド版
- 『のぞかれた花嫁』：監督大谷俊夫、1935年10月14日（同年7月14日説もあり）公開 - 特別出演
- 『リングの王者』：監督清瀬英次郎、1935年10月24日公開 - 榊原教授
- 『軍国子守唄』（『軍國子守唄』）：監督大谷俊夫、1935年12月1日公開 - 野村貞雄
- 『愛の二重唱』：監督吉村廉、1935年12月15日公開 - 平川
- 『第二の母』：監督田口哲・春原政久、1936年1月23日公開 - 水野俊一
- 『生命の冠』：監督内田吐夢、1936年6月4日公開 - 弟欽次郎
- 『非常線』：監督田口哲、1936年8月7日公開 - 塩谷巡査
- 『高橋是清自伝』：監督渡辺邦男、1936年11月19日公開 - 香川
- 『東京ラプソディ』（『東京ラプソデー』）：監督伏水修、共作P.C.L.映画製作所・テイチクレコード、配給東宝映画、1936年12月1日公開 - 船橋
- 『気まぐれ夫婦』：監督吉村廉・熊谷久虎、1936年12月17日公開 - 主演
- 『青い背広で』：監督清瀬英次郎、1937年4月8日公開 - 会社員山本
- 『浅野内匠頭』：監督藤田潤一、製作片岡千恵蔵プロダクション、1937年4月15日公開 - 油木五郎吉
- 『女よ男を裁け』：監督清瀬英次郎、1937年5月6日公開 - 林一郎
- 『美人賞』：監督水ヶ江龍一、1937年5月27日公開 - 今川
- 『真実一路 父の巻』：監督田坂具隆、1937年6月3日公開 - 矢津先生
- 『真実一路 母の巻』：監督田坂具隆、1937年6月10日公開 - 矢津先生
- 『悦ちゃんの涙』：監督伊賀山正徳、1937年7月29日公開 - 上山章太郎（主演）
- 『銃後の赤誠』：監督水ヶ江龍一、1937年8月26日公開 - 東京屋市太郎（主演）
- 『公園裏の兄妹』：監督吉村廉、1937年9月16日公開 - 山田亀蔵
- 『時代の霧 前篇 春実の巻』：監督清瀬英次郎、1937年11月4日公開 - 風間淳三（主演）
- 『時代の霧 後篇 静子の巻』：監督清瀬英次郎、1937年11月11日公開 - 風間淳三（主演）
- 『五人の斥候兵』：監督田坂具隆、1938年1月7日公開 - 中村上等兵
- 『敵前渡河 噫！友田伍長』：監督伊賀山正徳、1938年2月17日公開 - 新聞記者相良
- 『東京要塞』：監督清瀬英次郎、1938年3月15日公開 - 探偵長井
- 『春雨郵便』：監督水ヶ江龍一、1938年4月28日公開 - 新田潤吉（主演）
- 『友よ意気高らかに』：監督富岡捷、1938年5月12日公開 - 刈田善吉（主演）
- 『上海だより』：監督水ヶ江龍一、1938年6月9日公開 - 石田圭吉（主演）
- 『悦ちゃん万歳』（『悦ちゃん万才』）：監督伊賀山正徳、1938年7月31日公開 - 岡田禮二
- 『新商売往来』：監督水ヶ江龍一、1938年8月25日公開 - 佐伯先生（主演）
- 『路傍の石』：監督田坂具隆、1938年9月21日公開 - 稲葉屋黒子泰吉
- 『女の世界』：監督首藤壽久、1938年10月13日公開 - 伴
- 『女性行路』：監督千葉泰樹、1938年11月17日公開 - 山野隆吉
- 『愛国巡礼歌』：監督山本弘之、1938年11月24日公開 - 戸田巡査
- 『制服の街』：監督春原政久、1939年12月1日公開 - 息子喜雄
- 『花嫁拝領』：監督渡部恒次郎、1939年2月8日公開 - 中村源内（主演）
- 『露営の灯』：監督富岡捷、1939年4月7日公開 - 丸谷善三
- 『純情の眸』：監督春原政久、1939年5月18日公開 - 林金一
- 『流れある街』：監督山本弘之、1939年8月8日公開 - 青木勝一
- 『婦人従軍歌』：監督田口哲、1939年8月17日公開 - 山岡曹長（主演）
- 『土と兵隊』：監督田坂具隆、1939年10月15日公開 - 坂上二等兵
- 『幸福の窓』：監督渡部恒次郎、1940年1月27日公開 - 秋山良太（主演）
- 『街の魂』（『町の魂』）：監督吉村廉・春原政久、1940年2月8日公開 - 運転手国造
- 『女は泣かず 前篇 たそがれの巻』：監督田口哲、1940年3月14日公開 - 小泉幹男
- 『女は泣かず 後篇』：監督田口哲、1940年3月14日公開 - 小泉幹男
- 『父に祈る』：監督森永健次郎、1940年3月31日公開 - 大島浩三
- 『春ひらく』：監督野口博志、1940年5月8日公開 - 野村辰造
- 『歴史 第一部 動乱戊辰』：監督内田吐夢、1940年5月15日公開 - 水野協
- 『歴史 第二部 焦土建設』：監督内田吐夢、1940年5月30日公開 - 水野協
- 『歴史 第三部 黎明日本』：監督内田吐夢、1940年5月30日公開 - 水野協
- 『山のロマンス娘』：監督田口哲、1940年8月1日公開 - 吉田貫造の息子清（主演）
- 『最後のトロムペット』：監督野口博志、1940年8月29日公開 - 山野六郎（主演）
- 『米若の妻』：監督春原政久、1940年9月5日公開 - 夫岡田丈夫
- 『鉄の愛情』：監督伊賀山正徳、1940年10月31日公開 - 南澤
- 『希望の海』：監督市川哲夫、1940年12月25日公開 - 主演
- 『明暗二街道』：監督田口哲、1941年4月10日公開 - 役名不明
- 『潜水艦1号』：監督伊賀山正徳、1941年5月23日公開 - 日高慎作
- 『次郎物語』：監督島耕二、1941年12月11日公開 - 本田俊亮
- 『海の母』：監督伊賀山正徳、1942年2月7日公開 - 西脇先生
- 『将軍と参謀と兵』（戦後改訂新版『戦争と将軍』）：監督田口哲、1942年3月7日公開 - 有田部隊副官

### 大映
全てトーキーである。
- 『維新の曲』：総指揮永田雅一、監督牛原虚彦、製作大映京都撮影所、配給映画配給社、1942年5月14日公開 - 徳川慶勝
- 『思出の記』：監督小崎政房、製作大映東京撮影所、1942年8月6日公開 - 菊池愼太郎（主演）
- 『新雪』：監督五所平之助、製作大映東京第二撮影所、1942年10月1日公開 - 正木家信夫
- 『海ゆかば』：監督伊賀山正徳、製作大映東京第二撮影所、1943年5月27日公開 - 岡大尉 ※遺作[1]